# Droga wojewódzka 151
Die Droga wojewódzka 151 (DW 151) ist eine Woiwodschaftsstraße in Nordwest-Polen, die in Nord-Süd-Richtung die Städte Świdwin (Schivelbein) in der Woiwodschaft Westpommern und Gorzów Wielkopolski (Landsberg/Warthe) in der Woiwodschaft Lebus verbindet. Auf einer Länge von 136 Kilometern durchzieht sie die sechs Kreisgebiete von Świdwin (Schivelbein), Łobez (Labes), Stargard (Stargard in Pommern), Choszczno (Arnswalde), Myślibórz (Soldin) und Gorzów Wielkopolski (Landsberg/Warthe). Dabei kreuzt bzw. verbindet sie die Landesstraßen DK 3, DK 10, DK 20 und DK 22 sowie die Woiwodschaftsstraßen DW 130, DW 132, DW 147, DW 148, DW 152, DW 156, DW 158, DW 160, DW 162 und DW 175.
Die DW 151 führt zwischen Świdwin (Schivelbein), Łobez (Labes) und Węgorzyno (Wangerin) auf der Trasse der ehemaligen deutschen Reichsstraße 162, und der südliche Abschnitt zwischen Pełczyce (Bernstein) und Gorzów Wielkopolski (Landsberg/Warthe) ist heute ein Teilabschnitt der Szlak Cysterki (Zisterzienserstraße).

## Streckenverlauf
Woiwodschaft Westpommern

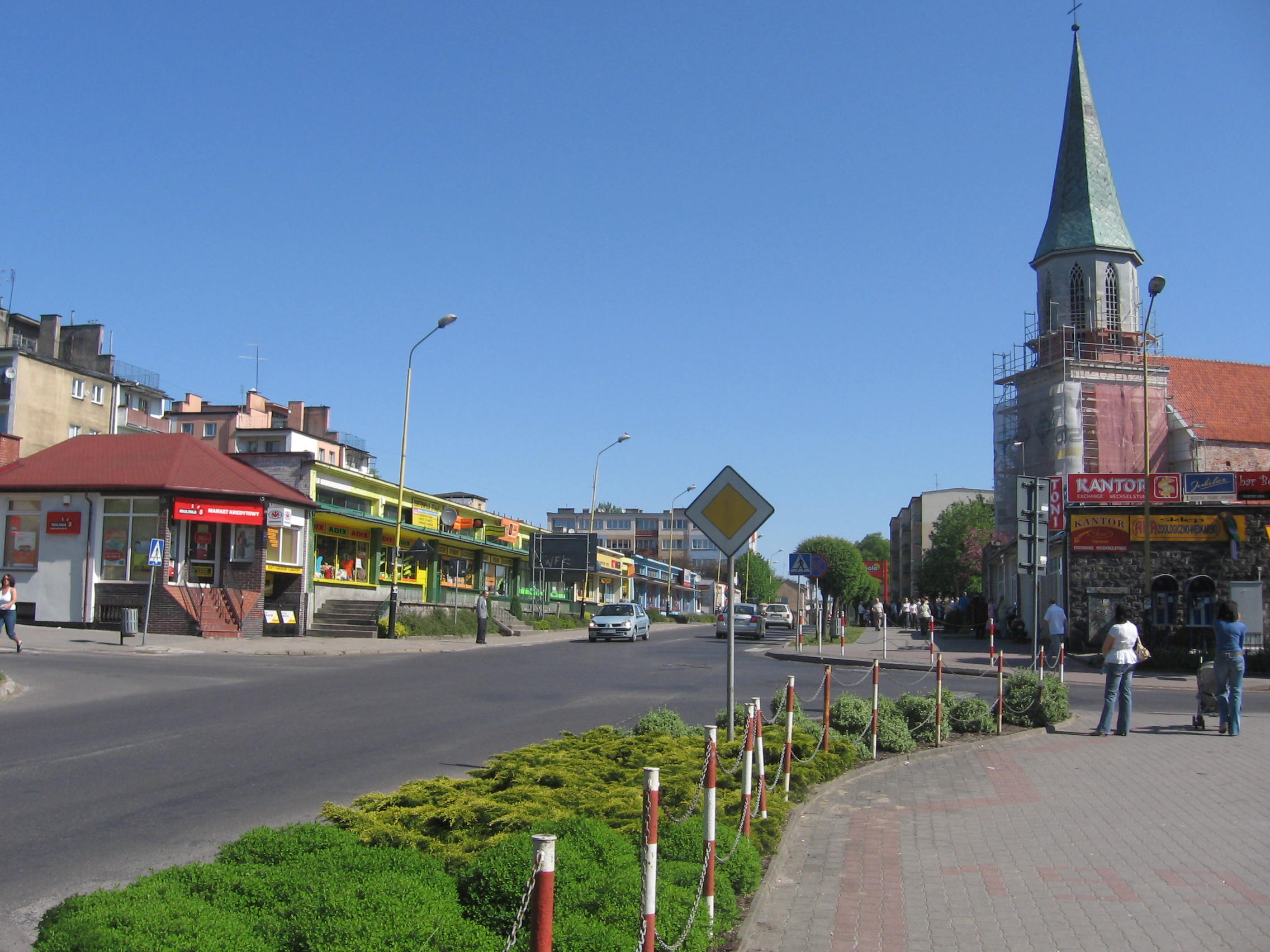
Hauptstraße in Łobez (Labes)

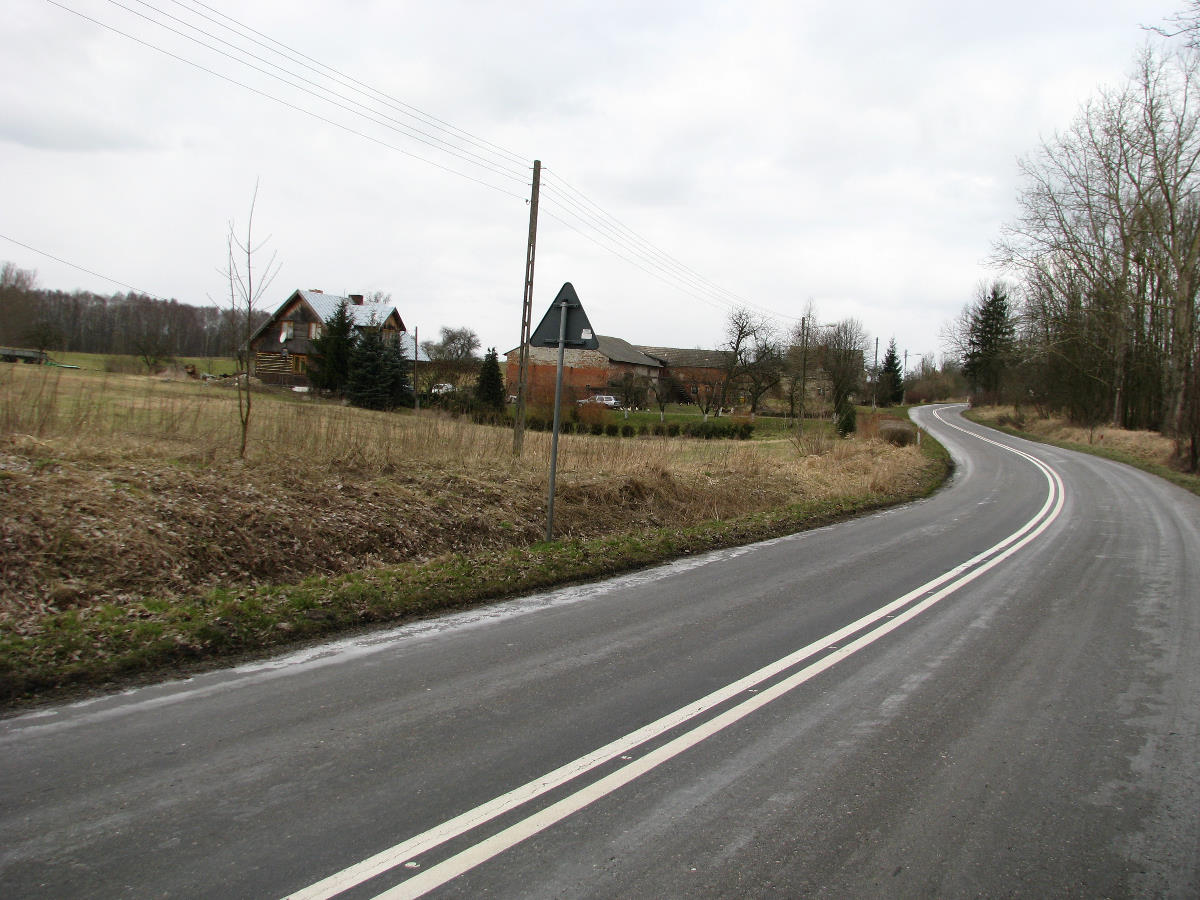
DW 151 in Suliborek (Klein-Silber)

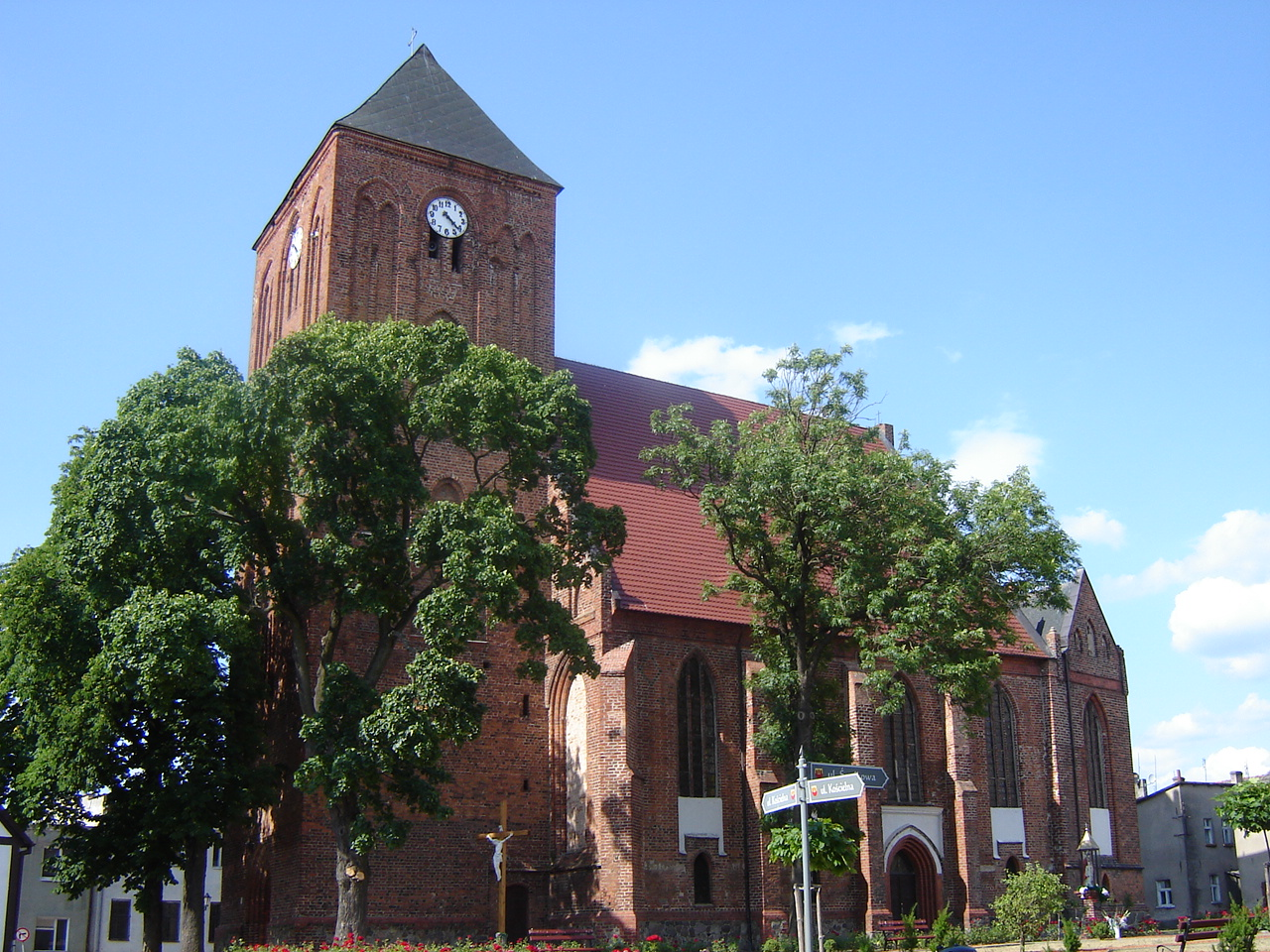
Kreuz-Christi-Kirche in Recz (Reetz)

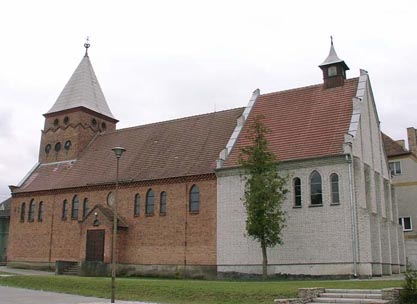
St.-Bonifatius-Kirche in Barlinek (Berlinchen)

- Powiat Świdwiński (Kreis Schivelbein):
  - Świdwin (Schivelbein) (→ DW 152: Płoty (Plathe) ↔ Buślary (Buslar)/Połczyn-Zdrój (Bad Polzin) und → DW 162 Kołobrzeg (Kolberg)/Rościecino (Rossenthin) ↔ Zarańsko (Sarranzig)/Drawsko Pomorskie (Dramburg))

- X PKP-Linie 202: Stargard-Gdańsk (Stargard in Pommern – Danzig) X
- ~ Rega ~
  - Słonowice (Schlönwitz)

- ~ Stara Rega (Fuchsfließ) ~
- Powiat Łobeski (Kreis Labes):
  - Byszewo (Büssow)

- X PKP-Linie 202 (wie oben) X
  - Łobez (Labes) (→ DW 147: Radowo Małe (Klein Raddow) ↔ Wierzbięcin (Farbezin) und → DW 148:  Starogard (Stargordt) ↔ Drawsko Pomorskie (Dramburg))

- X PKP-Linie 202 (wie oben) X
- ~ Brzeźnicka Wegorza ~
- X PKP-Linie 210: Runowo Pomorskie  (Ruhnow) ↔ Chojnice (Konitz) X
  - Węgorzyno (Wangerin) (→ DK 20 (ehemalige deutsche Reichsstraße 158): Stargard (Stargard in Pommern) ↔ Szczecinek (Neustettin) – Gdynia (Gdingen))
  - Stare Węgorzynko (Wangerin B)

- Powiat Stargardzki (Kreis Stargard in Pommern)
  - Storkowo (Alt Starkow)
  - Ińsko (Nörenberg)
  - Ciemnik (Temnik)

- Powiat Choszczeński (Kreis Arnswalde):
  - Sulibórz (Groß Silber)
  - Suliborek (Klein Silber)

- X PKP-Linie 403: Ulikowo-Piła (Wulkow – Schneidemühl) X
  - Recz (Reetz) (→ DK 10 (ehemalige deutsche Reichsstraße 104): Lubieszyn/Deutschland – Szczecin (Stettin) ↔ Piła (Schneidemühl) – Toruń (Thorn) – Płońsk (Plöhnen))
  - Witoszyn (Neu Schulzendorf)
  - Choszczno (Arnswalde) (→ DW 160: Suchań (Zachan) – Międzichowo (Kupferhammer) und → DW 175: Kalisz Pomorski (Kallies) – Drawsko Pomorskie (Dramburg))

- X PKP-Linie 351: Szczecin (Stettin) – Poznań (Posen) X
  - Zamęcin (Semmenthin)
  - Lubiana (Libbehne)
  - Płotno (Blankensee)
  - Pełczyce (Bernstein)
  - Wierzchno (Pełczyce)Wierzchno (Berndtshöhe)

- Powiat Myśliborski (Kreis Soldin):
  - Barlinek (Berlinchen) (→ DW 156: Lipiany (Lippehne) ↔ Strzelce Krajeńskie (Friedeberg/Neumark) – Klesno (Salzkossäthen)/Drezdenko (Driesen))
  - Moszkowo (Tobelhof)
  - Łubianka (Breitebruch)

Woiwodschaft Lebus
- Powiat Gorzowski (Kreis Landsberg/Warthe):
  - Kłodawa (Kladow)
  - Gorzów Wielkopolski (Landsberg/Warthe) (→ DK 3: Świnoujście (Swinemünde) – Szczecin (Stettin) ↔ Zielona Góra (Grünberg) – Jakuszyce (Jakobsthal)/Tschechien, → DK 22 (ab Gorzów Wlkp. = ehemalige deutsche Reichsstraße 1): Kostrzyn nad Odrą (Küstrin)/Deutschland – Słońsk (Sonnenburg) ↔ Człuchów (Schlochau) – Malbork (Marienburg) – Grzechotki (Rehfeld)/Russland, → DW 130: → Barnówko (Berneuchen), DW 132 (ab Gorzów Wlkp. = ehemalige deutsche Reichsstraße 1): → Witnica (Vietz) – Kostrzyn nad Odrą, und DW 158: → Lipki Wielki (Lipke) – Drezdenko (Driesen))